# MV C. O. Stillman
MV C.O. «Стіллман» (англ. MV C.O. Stillman) — нафтовий танкер побудований німецькою компанією Bremer Vulkan у 1928 році для канадської судноплавної компанії. Панамська дочірня компанія Esso придбала його наприкінці 1936 року. 4 червня 1942 року він був потоплений німецьким підводним човном U-68 у Карибському морі приблизно за 41 морську милю (76 км) на південний захід від Ісла-де-Мона, Пуерто-Рико.
«C.O. Stillman» відомий тим, що був найбільшим нафтовим танкером у світі, рекорд, який він утримував протягом своєї 14-річної кар'єри, у 1928—1942 роках.
31 грудня 1936 року компанія International Oil продала C.O. Stillman компанії Panama Transport Co, яка була дочірньою компанією Standard Oil of New Jersey. Судно пройшло ремонт у Роттердамі, а 24 березня 1937 року його новий власник перевів його реєстрацію з Британії під панамський прапор.
C.O. Stillman мав німецький екіпаж до 20 серпня 1939 року, коли його замінили американським екіпажем. Коли на початку вересня 1939 року спалахнула Друга світова війна, C.O. Stillman завантажував нафту на Арубі, яку 21 грудня доставив до Квебеку. 30 жовтня танкер відплив з Картахени, Колумбія, з вантажем нафти, що прямував до Гавра, Франція. По дорозі він пришвартувався в Ньюпорт-Ньюс для ремонту. 4 листопада Закон про нейтралітет 1939 року вступив у силу, а 9 листопада американський екіпаж C.O. Stillman було замінено данським. «Стіллман» відплив до Галіфакса, Нова Шотландія, де приєднався до трансатлантичного конвою, що прямував на схід, і 22 грудня прибув до Гавра.
Потім командир команди «Стіллман» знову перетнув Північну Атлантику та перейшов на перевезення нафти з Аруби до Нью-Йорка та прісної води на зворотних рейсах до Аруби. З 12 серпня 1940 року екіпаж знову складався з американців, а після оголошення Сполученими Штатами війни Японії 8 грудня 1941 року його склад був поповнений вісьмома гвардійцями ВМС США.
6 червня 1942 року о 03:07 у неескортований командирський танкер «Стіллман» влучила торпеда німецького підводного човна U-68. Більшість із 47 членів екіпажу, вісім озброєних охоронців та троє працівників з інших танкерів евакуювалися з судна у двох рятувальних шлюпках та на чотирьох плотах. Через 20 хвилин ще одна торпеда влучила в корабель по правому борту, попереду машинного відділення, заливши палубу мазутом та уламками. Решта чоловіків на борту стрибнули за борт і попливли до плотів, тоді як танкер затонув протягом двох хвилин за 60 миль на південний захід від Пуерто-Рико. Троє членів екіпажу загинули.